# Josip Gruden
Josip Valentin Gruden, slovenski rimskokatoliški duhovnik in zgodovinar, * 14. februar 1869, Ljubljana, † 1. oktober 1922, Ljubljana.

## Življenjepis
Josip Valentin Gruden se je rodil 14. februarja 1869 v Rožni ulici v Ljubljani, doma pa je bil pravzaprav v Idriji, kjer je bil njegov oče Andrej krojač in kjer je bil 15 let pozneje rojen brat Janez Kapistran (1884–1962). Njegovi materi je bilo ime Antonija (rojena Orel). Njegov brat je že leta 1901 odšel v Ameriko, študiral bogoslovje v St. Paulu v Minnesoti in na katoliški univerzi v Washingtonu, bil teološki profesor v St. Paulu in eden vodilnih ameriških katoliških teologov.
Gruden je osnovno šolo opravil v Idriji, maturiral je v Ljubljani, kjer je tudi končal študij bogoslovja in leta 1892 prejel duhovniško posvetitev. Naslednje leto je v Domu in svetu izšel njegov prvi zgodovinski članek Slavni dan Slovencev pri Sisku, posvečen tristoletnici zmage nad Turki, ki je naše dežele za vselej rešila neposredne turške nevarnosti. Leta 1897 je iz teologije doktoriral na Univerzi v Gradcu.
Sprva je deloval kot kaplan po različnih gorenjskih krajih, bil je ravnatelj (1902) in prefekt (1898) ljubljanskega Alojzijevišča, ljubljanski arhidiakon in kanonik ter knezoškofijski komisar za verouk na srednjih šolah, profesor zgodovine in cerkvenega prava v ljubljanskem bogoslovju (1904–1911), predsednik Leonove družbe ter član številnih odborov in komisij.
Pisal je v Dom in svet, Katoliški obzornik, Čas, Voditelj v bogoslovnih vedah, Izvestja Muzejskega društva za Kranjsko, Carniolo, Časopis za zgodovino in narodopisje, Zbornik Matice slovenske, Moharjev koledar.
Leonova družba je izdala dve njegovi zgodovinski knjigi: Cerkvene razmere med Slovenci v petnajstem stoletju in ustanovitev ljubljanske škofije (1908, 148 strani) ter Slovenski župani v preteklosti (donesek k starejši socialni zgodovini, 1916, 70 strani).
S svojimi razpravami je segal Gruden od začetkov krščanstva do najnovejše dobe. "Pisal je tako o srednjem veku kot o reformaciji in protireformaciji ali francoskih Ilirski provincah, tako o cerkveni zgodovini kot o gospodarskih prilikah, tako o širših zadevah kot o krajevni zgodovini." Rad je razpravljal o aktualnih vprašanjih, pa naj so bila povezana z obletnicami ali s sodobnimi dogodki. Veliko truda je posvečal iskanju virov. Med drugim je delal v cerkvenih arhivih v Ljubljani, v Vidmu (Udine), v Čedadu, v Benetkah, v Vatikanu. 
Razen zgodovinskih študij in člankov je napisal Gruden tudi nekaj načelnih razprav o zgodovini. Posebej naj omenimo razpravo Kako tolmačijo zgodovino?, ki jo je objavil v četrtem letniku Katoliškega obzornika (1900). Začel je z ugotovitvijo, da je način pisanja zgodovine zelo različen. "Med suhoparnimi beležki kakega kronista in velikimi sistematičnimi deli novodobnih zgodovinarjev, kolika razlika! Pred vsem zahtevamo od zgodovinarja, da obdeluje zgodovino pragmatično in organsko. V mogočem veletoku dogodkov nam mora kazati vzroke in posledice, pri zgodovinskih osebah njihov značaj in vpliv njih delovanja, pri posameznih dobah vodilne misli; zgodovine posameznih časovnih dob ne more obdelovati, ne da bi se oziral na preteklost, in pri posameznem narodu mora v poštev jemati vpliv drugih ljudstev, ki so ob enem z njim živeli. Zgodovina je kakor živ organizem, kjer so posamezni deli med seboj v tesni zvezi in se drug drugega izpopolnjujejo. Naravno je, da je že pri tem načinu zgodovinopisja dodaj dokaj subjektivne primesi. Naj se tudi zgodovinar trudi, da bi bil nepristranski objektiven, vendar se mu to do cela ne bode nikar posrečilo. Dogodki preteklosti se zrcalijo v njegovem duhu; on je tisti, ki dogodke in osebe tolmači, ki jim prideva lastnosti, ki sestavlja, razkraja in sklepa." Za tem razpravlja o filozofiji zgodovine, ki rešuje temeljna vprašanja razvoja človeštva, njegovega namena, zakonov in idej. Govori o konceptih Herderja, Fichteja, Hegla,darvinistov, Marxa, Engelsa in drugih. 
Julija 1903 je bil Gruden izvoljen za predsednika Leonove družbe. Kot predsednik si je veliko prizadeval, da je Gradivo za zgodovino Slovencev v srednjem veku v redu izhajalo, kar nam kaže dopisovanje s porfesorjem Kosom. Februarja 1907 je postal Gruden odbornik Muzejskega društva za Kranjsko. Njegov namen je bil "da si Izvestja izpopolnimo v osrednje vseslovensko glasilo za zgodovino in narodopisje."
Že naslednje leto pa je društveni odbor sklenil opustiti slovensko in nemško glasilo ter namesto obeh izdajati eno samo poliglotsko Carniolo. V njej so slovenski članki prevladovali nad nemškimi. Gruden je bil eden od treh članov novega uredništva. Sourednik Carniole in ravnatelj Kranjskega deželnega, po vojni Narodnega muzeja, dr. Josip Mantuani, je zapisal o Grudnu v nekrologu: "Vsi njegovi spisi izžarevajo gorko ljubezen do našega naroda, kažejo žilavo smernost in izpričujejo blagodejno objektivnost, ki se ne straši niti zastarelih predsodkov. S to svojo moderno smerjo je postal Gruden ne le učitelj za zgodovino zanimajočemu se naraščanju naše inteligence, ampak tudi preprostim slojem, ki so lahko sledili njegovim izvajanjem, pisanim v poljudni domači besedi. Temu dejstvu je pač pripisovati veliko popularnost njegove Zgodovine slovenskega naroda, knjige, ki je podrla po posredovanju odlične Družbe sv. Moharja v zadnjo hribovsko kočo; tudi tam so jo čitali in razumeli. Gruden je bil popularen, vendar pa je čutil v sebi in varoval si nekako učenjaško nobleso Sugestivna beseda "ljudski" ni imela zanj demagoško izkoriščanega pomena, kakor ga v naši dobi nahajamo tako pogosto. Vendar pa je bil poljuden v svoji besedi, res ljudski pisatelj kakor jih imamo malo."
Gruden je bil že od mladosti šibkega zdravja. Po doktoratu se je moral iti zdravit za nekaj časa v Meran na južnem Tirolskem. Proti koncu leta 1917 pa mu je težka bolezen onemogočila vsako delo. Umrl je 1. novembra 1922 v triinpetdesetem letu življenja. 
Njegovo najpomembnejše delo je Zgodovina slovenskega naroda. Prvič je bilo izdano v več zvezkih, ki so izhajali med letoma 1910 in 1922.